# Diada de Sant Jordi
La Diada de Sant Jordi (en español: Día de San Jorge), el 23 de abril, se celebra en Cataluña, España. Este día también se conoce como el  Día de los Libros y las Rosas, o simplemente Sant Jordi. En este día se celebra el amor y la literatura en toda Cataluña. Se intercambian libros y rosas.

## Celebración contemporánea

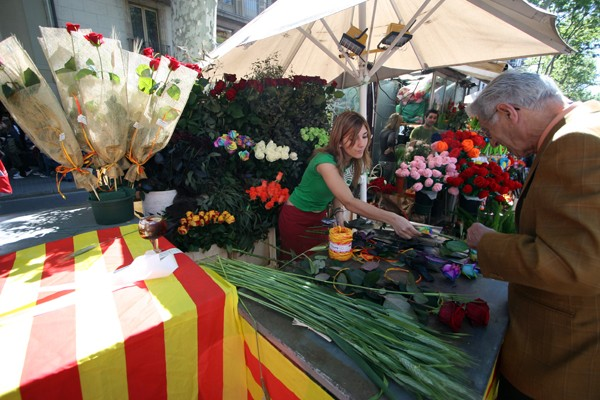
Vendiendo rosas el 23 de abril de 2008, en Barcelona.

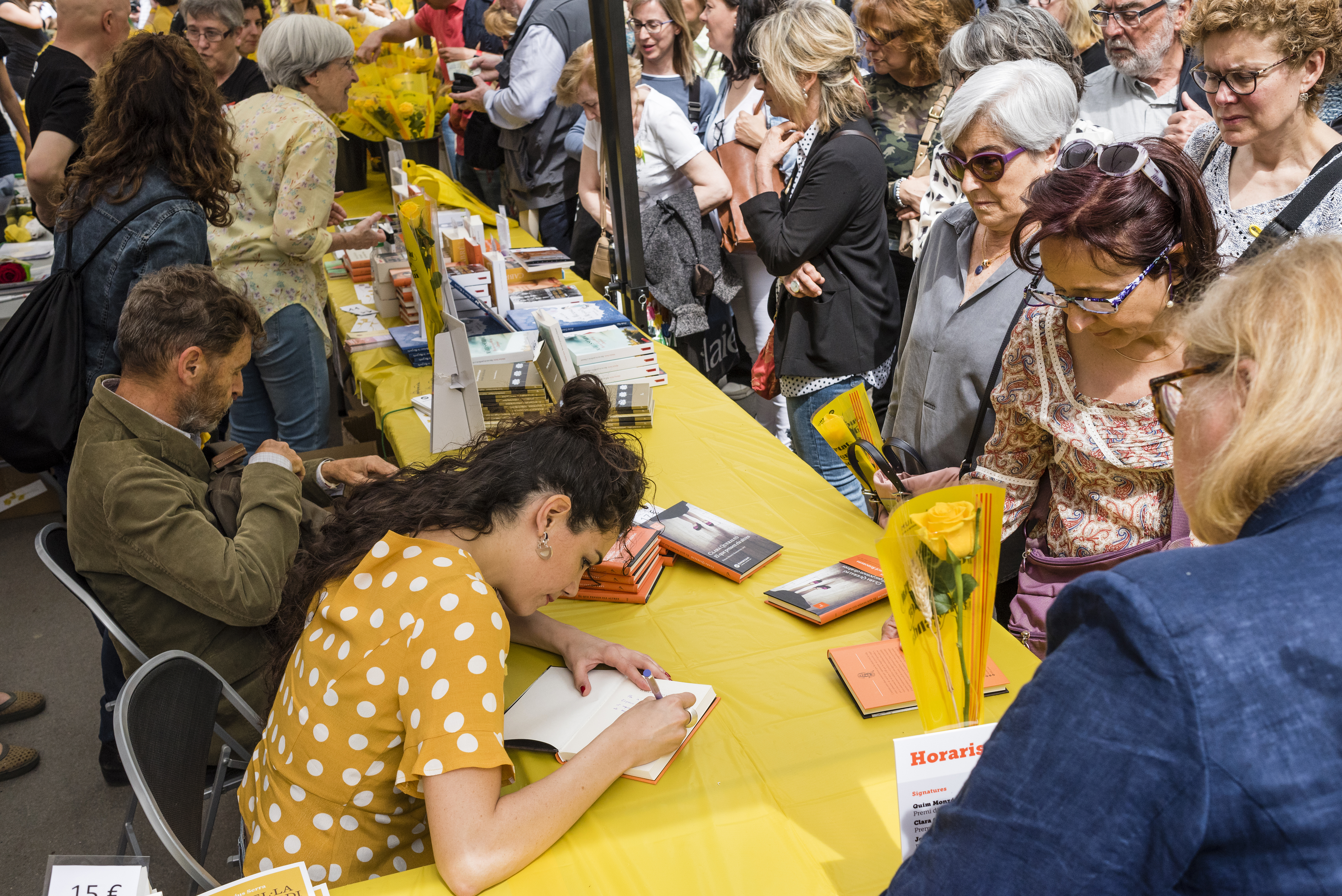
La autora Clara Queraltó firmando un libro en Cataluña el 23 de abril de 2018.

El 23 de abril es uno de los días más importantes de la cultura catalana, en el que se intercambian libros y rosas. Los preparativos para el Día de los Libros y las Rosas comienzan mucho antes del 23 de abril En Barcelona, la ciudad se empapela con carteles en todos los barrios, y la actividad central está en La Rambla, el Paseo de Gracia y la Rambla de Cataluña. En las aceras se instalan carpas desde las cuales se venden libros y rosas rojas. Las librerías traen sus materiales afuera, y varias asociaciones, sindicatos y escuelas se alinean en las calles en las mesas. Además, hay pequeñas mesas de ilustradores y autores que venden y firman sus libros. Aunque hay una gran actividad en las calles, las librerías también están llenas este día con filas que se extienden afuera.
Desde 1997 el eslogan oficial del día ha sido «Una rosa para un amor y un libro para siempre».
Los colegios de Cataluña se preparan para la jornada con numerosas actividades relacionadas con el libro y la literatura.
El día genera una actividad económica considerable para autores, editores y libreros. Por ejemplo, en Cataluña el 23 de abril de 2016 se vendieron más de 1.580.000 ejemplares de 45.267 títulos de libros, y el 54 por ciento de estos estaban en lengua catalana. Anualmente, aproximadamente el 8 por ciento de los libros que se venden en Cataluña —1,5 millones— se venden este día, así como un tercio de todas las rosas.
En 2015, el Consorcio Diplocat (Generalidad de Cataluña) con sede en Barcelona, puso en marcha un esfuerzo para internacionalizar el Día del Libro y de las Rosas. La campaña utiliza el hashtag #BooksAndRoses para llamar la atención sobre eventos, actividades y celebraciones fuera de Cataluña.

## Historia

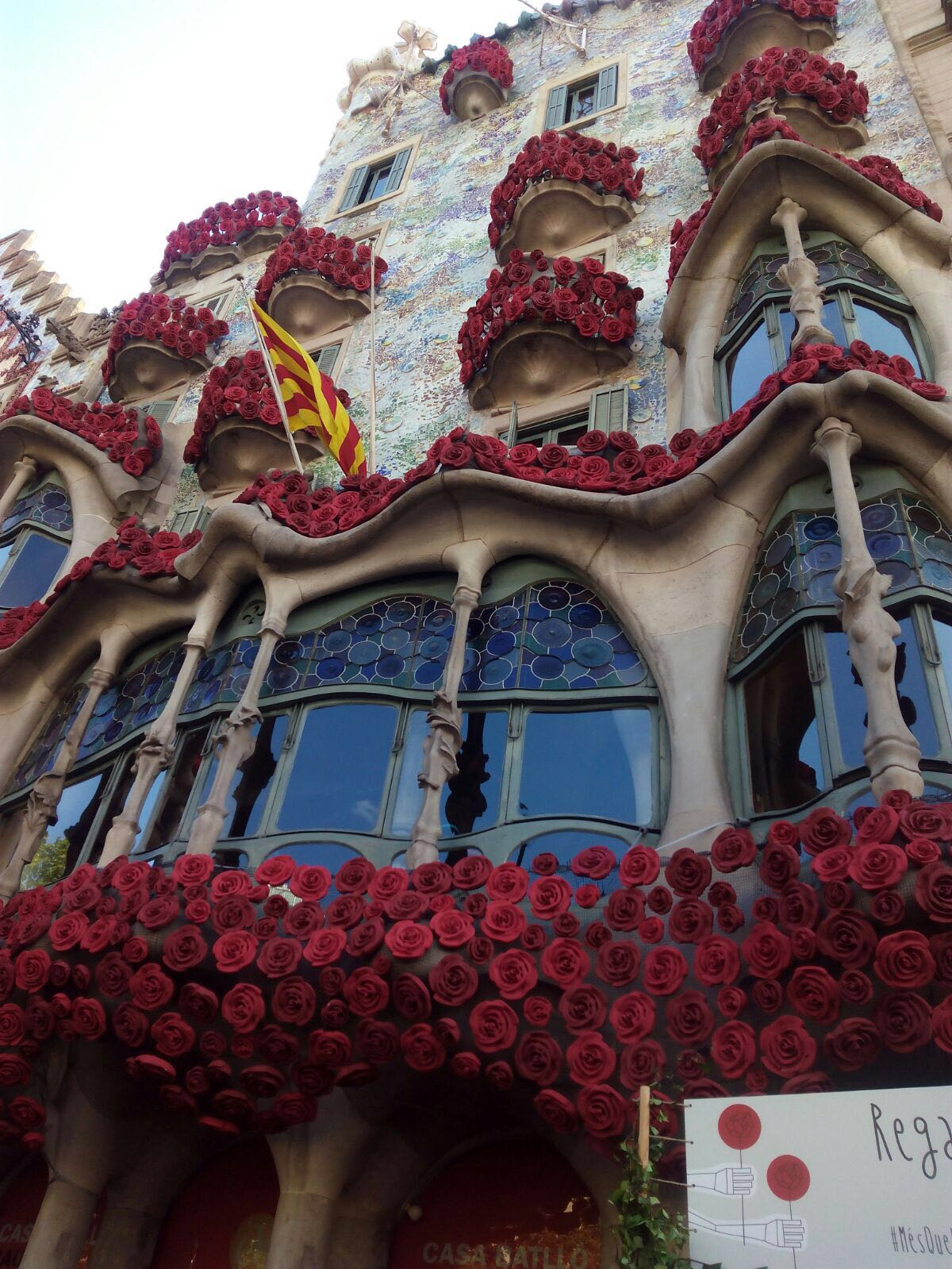
Casa Batlló adornada con rosas el 23 de abril de 2016.

### Día del Libro
En 1923, Vicente Clavel, escritor valenciano, editor y director de la editorial Cervantes de Barcelona, propuso por primera vez el Día del Libro. No se tomó una decisión y la propuesta languideció; sin embargo, en 1925 planteó la idea a la Cámara Catalana del Libro, de la que era vicepresidente, y finalmente en febrero de 1926 se tomó la decisión de crear y promover un día dedicado al libro el 7 de octubre.{ Algunas personas creen que el 7 de octubre es la fecha de nacimiento del escritor Miguel de Cervantes. Clavel y la Cámara del Libro también abogaron por el Día del Libro a nivel nacional; por ello, ese mismo año, el rey Alfonso XIII de España firmó un decreto que designaba el 7 de octubre como Día del Libro. Al día siguiente de la segunda edición del Día del Libro, el 8 de octubre de 1927, el diario barcelonés La Vanguardia publicaba: «Barcelona celebró ayer el Día del Libro con auténtico fervor. Un festival de civismo e inteligencia, se ha arraigado rápidamente en el alma de la ciudad. Desde el año pasado, cuando se celebró por primera vez, hasta este año, el progreso es extraordinario».

### Día de la Rosa y leyenda de Sant Jordi

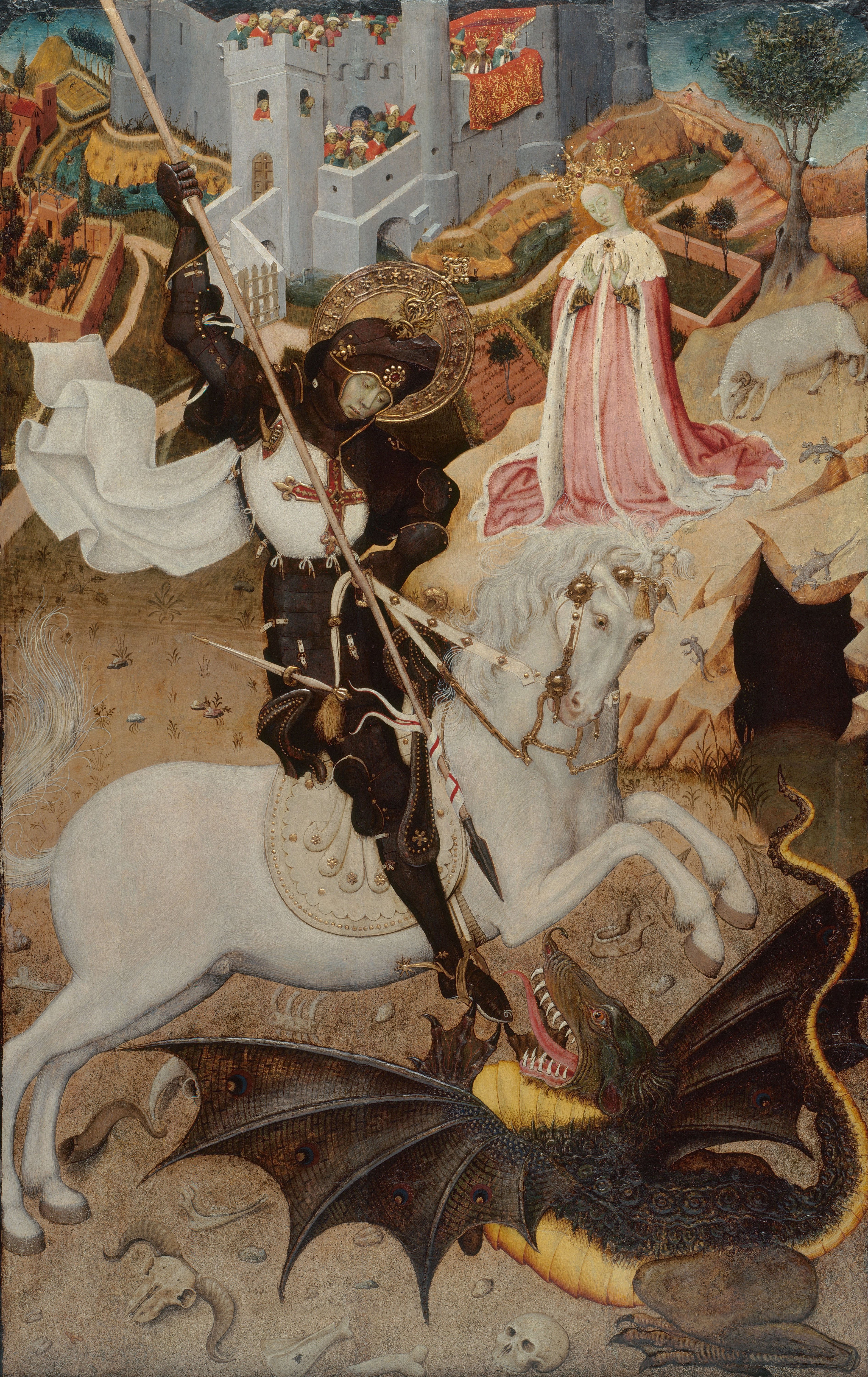
Cuadro de San Jorge, el dragón y la princesa de Bernardo Martorell. Probablemente encargado por la Generalidad de Cataluña c. 1434.

Antes de 1931, el 23 de abril era conocido como el Día de la Rosa o Día de Sant Jordi en Cataluña (San Jorge en español).
La historia comienza con hechos reales el 23 de abril de 303 AD, cuando los romanos decapitaron a un soldado llamado Jorge (en catalán: Jordi), probablemente en Grecia. La historia de este caballero luego se convirtió en una leyenda durante cientos de años. En Cataluña, la leyenda involucraba a Sant Jordi (San Jorge) matando a un dragón y salvando a una princesa. Cuando Jordi mató al dragón, de la sangre del dragón creció un rosal, y el caballero le regaló una de estas rosas a la princesa. Según la leyenda, allí crece un rosal cada mes de abril.
La leyenda del santo se extendió por todo el territorio catalán hasta que, en 1456, fue nombrado patrón de Cataluña y se inició la conmemoración anual con rosas. El primer libro impreso en catalán se publicó en 1474.
A principios del 1700, con la caída de la ciudad de Barcelona y la ascensión de los Borbones al trono español, el día de Sant Jordi empezó a perder popularidad. No fue hasta finales del 1800, con la Renaixença, que el día de Sant Jordi recuperó su anterior popularidad dentro de Cataluña.

### Fusión de días festivos

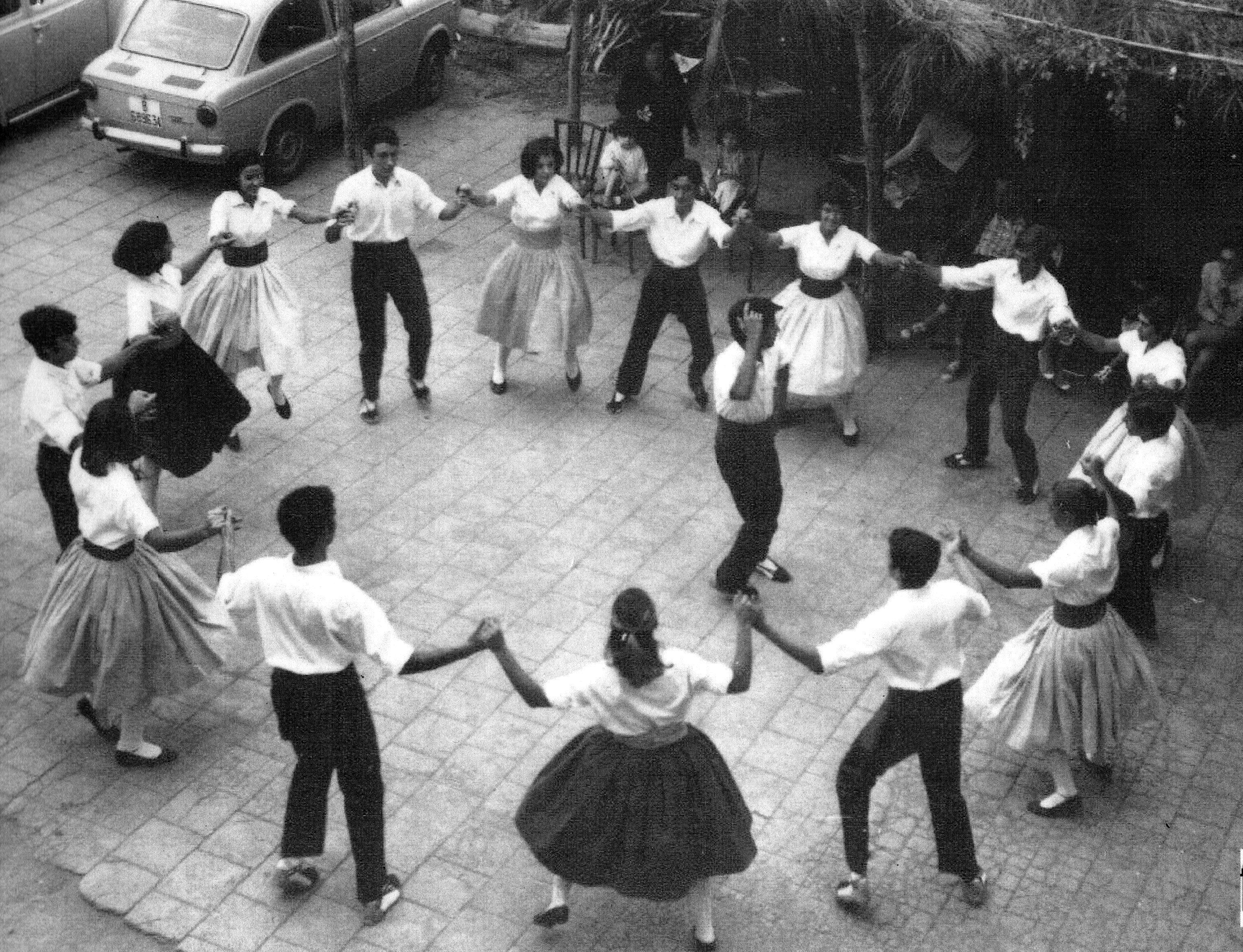
Bailando el 23 de abril de 1970 en Barcelona.

En 1931, cinco años después de la instauración del Día del Libro, el evento se trasladó del 7 de octubre al 23 de abril a petición de los libreros para coincidir con los aniversarios de las muertes de Cervantes y Shakespeare. El día creció rápidamente en popularidad porque también coincidía con el Día de San Jordi y el Festival de la Rosa, que se celebra desde hace cientos de años.
Aunque el Día de los Libros y las Rosas creció rápidamente en popularidad, bajo la dictadura española de Francisco Franco, de 1936 a 1975, se reprimió la lengua y la cultura catalanas, y se prohibieron las celebraciones de Sant Jordi.
En 1995, la UNESCO adoptó el 23 de abril como Día Internacional del Libro y decretó el libro como el instrumento más importante en la difusión del conocimiento. En 2015 Barcelona fue nombrada Ciudad de Literatura por la UNESCO; el centro de la candidatura fue la singular celebración de libros y rosas. En 2017, un grupo de editores, libreros, floristas y otros profesionales catalanes presentaron una solicitud a la UNESCO para que el Día del Libro y de las Rosas fuera reconocido como patrimonio cultural inmaterial de la Humanidad.